# 岡山市立西大寺小学校
岡山市立西大寺小学校（おかやましりつさいだいじしょうがっこう）は、岡山県岡山市東区西大寺上にある小学校。

## 沿革史
- 明治4年 - 明倫館を設置
- 明治9年 - 犀戴小学校に改称
- 明治19年 - 西大寺外10ヶ村組合立尋常都紀小学校に改称
- 明治22年 - 西大寺村立犀戴小学校に改称
- 明治32年 - 西大寺尋常高等小学校に改称
- 昭和16年 - 西大寺第一国民学校に改称
- 昭和18年 - 西大寺町国民学校に改称
- 昭和22年 - 上道郡西大寺町立西大寺小学校に改称
- 昭和28年 - 西大寺市立西大寺小学校に改称
- 昭和44年 - 岡山市と西大寺市との合併により岡山市立西大寺小学校に改称

## 通学区域が隣接している学校
- 岡山市立雄神小学校
- 岡山市立豊小学校
- 岡山市立西大寺南小学校
- 岡山市立開成小学校
- 岡山市立芥子山小学校
- 岡山市立古都小学校